# Léon Lesambo Ndamwize
Léon Lesambo Ndamwize (* 21. Juni 1929 in Mushie; † 19. November 2017) war Bischof von Inongo. 

## Leben
Léon Lesambo Ndamwize empfing am 21. Juli 1956 die Priesterweihe und wurde in den Klerus des Bistums Inongo inkardiniert. Paul VI. ernannte ihn am 12. Juni 1967 zum Bischof von Inongo. 
Der Apostolische Nuntius in Demokratischen Republik Kongo, Ruanda und Burundi Émile André Jean-Marie Maury spendete ihm am 15. Oktober desselben Jahres die Bischofsweihe; Mitkonsekratoren waren Jan Van Cauwelaert C.I.C.M., emeritierter Bischof von Inongo und Martin-Léonard Bakole wa Ilunga, Erzbischof von Luluabourg.
Am 27. Juli 2005 nahm Papst Benedikt XVI. seinen altersbedingten Rücktritt an.